# Anno Online
Anno Online war ein Browserspiel und der erste Teil der Anno-Computerspielserie, bei dem auf das Free-to-play-Modell gesetzt wurde. Das Spiel wurde von Blue Byte auf Basis der Siedler-Online-Engine entwickelt und am 15. August 2012 auf der Gamescom 2012 vorgestellt. Die offene Beta-Version wurde am 26. Februar 2013 gestartet. Am 26. September wurde der Beta-Status aufgehoben, die Weiterentwicklung des Spiels wurde jedoch zugesichert. Am 18. Oktober 2016 gab Blue Byte bekannt, dass das Spiel nicht mehr weiterentwickelt werde. Am 29. November 2017 gab Blue Byte die endgültige Schließung der Anno-Online-Website, des Forums, der Social-Media-Kanäle und des Browserspiels bekannt. Dies geschah am 31. Januar 2018. Die App „Anno: Erschaffe ein Königreich!“ kann aber weiterhin genutzt werden.

## Spielprinzip
Obwohl Anno Online im Gegensatz zu den Vorgängern im Webbrowser gespielt wird, ähnelt es vom Spielablauf stark seinen Vorgängern. Der Grafikstil erinnert dabei an Anno 1404. Auch hier gilt es fremde Inseln zu erkunden, komplexe Wirtschaftskreisläufe aufzubauen und sich um die Bedürfnisse der Bevölkerung zu kümmern. In Anno Online startet jeder Spieler mit gleichen Startbedingungen – so weist die Startinsel für jeden Spieler die gleichen Voraussetzungen auf. Der Spieler kann nach und nach die Karte weiter aufdecken, was Zeit und Ressourcen kostet. Anders als bei den Vorgängern kann die Zeit nicht beschleunigt werden, ohne mit echtem Geld zu bezahlen.
Anno Online verzichtet komplett auf KI-Gegner und weitgehend auf Militär-Elemente. Es wurden PvE-Kämpfe etabliert, die in einem Stein-Schere-Papier-Prinzip bestritten werden können. Erst mit höherem Spielerlevel kann mit anderen Spielern Handel getrieben werden. Es ist nicht möglich, die Karte zu drehen, beim Drücken der Leertaste werden jedoch einzelne Gebäude ausgeblendet, um Gebäude besser platzieren zu können.

## Rezeption

### Rezensionen
Im Allgemeinen wurde Anno Online durchgehend positiv bewertet. Vor allem die detaillierte Grafik und die stimmige Atmosphäre der Browseradaption von Anno 1404 hat in Tests überzeugt. Die Bedienung wurde gut auf die Browserversion angepasst und zahlreiche Hilfsfunktionen, wie das Verschieben von Gebäuden wurden speziell für Anno Online entwickelt. Einige Funktionen, wie das Drehen der Ansicht, gibt es in Anno Online jedoch nicht.
Negativ bewertet wurde das langsame Tempo, in welchem das Spielgeschehen fortschreitet. Dieses Tempo lässt sich einzig durch die Premiumwährung Rubine beschleunigen, die man gegen Echtgeld erwerben oder bei Levelaufstiegen und Erfüllung von Aufträgen erspielen kann.

### Auszeichnungen
- Nominierung für den BÄM Computec Games Award 2013 in der Kategorie Online- oder Social Game.[6]
- Deutscher Entwicklerpreis 2013: Bestes Browsergame[7]